# Atheta fungicola
Atheta fungicola är en skalbaggsart som först beskrevs av Thomson 1852.  Atheta fungicola ingår i släktet Atheta, och familjen kortvingar. Arten är reproducerande i Sverige.